# 红毛菜目
红毛菜目（学名：Bangiales）为红毛菜纲的一个目。

## 下级分类
本目包括以下科：
- † Rafatazmia ?
- 红毛菜科 Bangiaceae Engler, 1892
- Granufilaceae